# Roodkruinmanakin
De roodkruinmanakin (Pipra aureola) is een zangvogel uit de familie Pipridae (manakins).

## Verspreiding en leefgebied
Deze soort komt voor in het Amazonegebied en telt vier ondersoorten:
- P. a. aureola: noordoostelijk Venezuela, de Guyana's en noordoostelijk Brazilië.
- P. a. borbae: langs de Madeirarivier (westelijk Brazilië).
- P. a. aurantiicollis: noordelijk-centraal Brazilië.
- P. a. flavicollis: amazonisch zuidwestelijk Brazilië.

## Status
De grootte van de populatie is niet gekwantificeerd maar de soort wordt omschreven als vrij algemeen. Op de Rode lijst van de IUCN heeft deze soort de status niet bedreigd.